# Kanadas Grand Prix 1991
Kanadas Grand Prix 1991, officiellt Molson Grand Prix du Canada, var ett Formel 1-lopp som kördes 2 juni 1991 på Circuit Gilles Villeneuve i Montréal i Kanada. Loppet var det femte av sammanlagt sexton deltävlingar ingående i Formel 1-säsongen 1991 och kördes över 69 varv.

## Resultat
1. Nelson Piquet, Benetton-Ford, 10 poäng
2. Stefano Modena, Tyrrell-Honda, 6
3. Riccardo Patrese, Williams-Renault, 4
4. Andrea de Cesaris, Jordan-Ford, 3
5. Bertrand Gachot, Jordan-Ford, 2
6. Nigel Mansell, Williams-Renault, 1 (varv 68, elsystem)
7. Pierluigi Martini, Minardi-Ferrari
8. Érik Comas, Ligier-Lamborghini
9. Emanuele Pirro, BMS Scuderia Italia (Dallara-Judd)
10. Satoru Nakajima, Tyrrell-Honda

### Förare som bröt loppet
- Mauricio Gugelmin, Leyton House-Ilmor (varv 61, motor)
- JJ Lehto, BMS Scuderia Italia (Dallara-Judd) (50, motor)
- Stefan "Lill-Lövis" Johansson, Footwork-Porsche (48, gasspjäll)
- Ivan Capelli, Leyton House-Ilmor (42, motor)
- Jean Alesi, Ferrari (34, motor)
- Eric Bernard, Larrousse (Lola-Ford) (29, växellåda)
- Alain Prost, Ferrari (27, växellåda)
- Thierry Boutsen, Ligier-Lamborghini (27, motor)
- Ayrton Senna, McLaren-Honda (25, generator
- Mika Häkkinen, Lotus-Judd (21, snurrade av)
- Martin Brundle, Brabham-Yamaha (21, motor)
- Gianni Morbidelli, Minardi-Ferrari (20, snurrade av)
- Roberto Moreno, Benetton-Ford (10, upphängning)
- Gerhard Berger, McLaren-Honda (4, insprutning)
- Aguri Suzuki, Larrousse (Lola-Ford) (3, bränsleläcka)
- Michele Alboreto, Footwork-Porsche (2, gasspjäll)

### Förare som ej kvalificerade sig
- Fabrizio Barbazza, AGS-Ford
- Gabriele Tarquini, AGS-Ford
- Mark Blundell, Brabham-Yamaha
- Johnny Herbert, Lotus-Judd

### Förare som ej förkvalificerade sig
- Olivier Grouillard, Fondmetal-Ford
- Nicola Larini, Lambo-Lamborghini
- Eric van de Poele, Lambo-Lamborghini
- Pedro Matos Chaves, Coloni-Ford

## VM-ställning
| Förarmästerskapet 1. Ayrton Senna, McLaren-Honda, 40 2. Nelson Piquet, Benetton-Ford, 16 3. Alain Prost, Ferrari, 11 | Konstruktörsmästerskapet 1. McLaren-Honda, 50 2. Benetton-Ford, 19 3. Williams-Renault, 17 |